# Phoebastria
Phoebastria és un gènere d'ocells de la família dels diomedeids (Diomedeidae). Aquests albatros del Pacífic Nord, tenen hàbits pelàgics, i crien en zones obertes d'algunes illes.
Tradicionalment eren inclosos al gènere Diomedea, que avui es limita a les espècies d'albatros de més grandària.
Les diferents espècies d'aquest gènere fan 71 – 94 cm de llargària, mentre que les espècies de Diomedea pugen de 100 cm.

## Llista d'espècies
S'han descrit quatre espècies dins aquest gènere:
- Albatros cuacurt (Phoebastria albatrus).
- Albatros de Laysan (Phoebastria immutabilis).
- Albatros de les Galápagos (Phoebastria irrorata).
- Albatros camanegre (Phoebastria nigripes).